# パラヴァニ湖
パラヴァニ湖（グルジア語: ფარავნის ტბა）は、ジョージアのサムツヘ＝ジャヴァヘティ州東部にある火山湖。アブル＝サムサリ山地とジャヴァヘティ山地の間にあるジャヴァヘティ高原に位置している。

## 地形と水路
パラヴァニ湖の湖水面は海抜 2,073 m (6,801 ft) の高さにあり、湖面積は 37.5 km2 (14.5 sq mi) 、流域面積は  234 km2 (90 sq mi) である。最大水深は 3.3 m (11 ft) 、平均水深は 2.2 m (7 ft 3 in) である。湖水量は 91,000,000 m3 (3.2×109 cu ft) である。10月から11月の期間は水位が最も低くなり、5月から6月の期間は水位が最も高くなる。冬季は湖面が氷結し、厚さ 47 - 73 cm (19 - 29 in) の氷に覆われる。
パラヴァニ湖にはシャオリ川、サバドスツカイル川、ロディオノヴスキス・ツカリ川の水が流入している。これらの川の水は、雪融け水や雨、湧出した地下水がもととなっている。
パラヴァニ湖の南部からは、パラヴァニ川が流れ出ている。この川はパラヴァニ湖の西方でムトゥクヴァリ川に合流し、最終的にはカスピ海まで注いでいる。パラヴァニ湖は、釣りの人気スポットでとなっている。

## 注/参考文献
1. ↑  Apkhazava, I. Ed. Georgian Encyclopedia. Vol. X. Tbilisi, Georgia: 1985.